# Impulsturbin
Impulsturbin eller aktionsturbin är en turbin där det arbetande mediet passerar turbinsteget utan att ändra tryck. Mediet, vanligen vatten eller ånga, sprutas mot ett hjul försett med skovlar (skovelhjul) som formats speciellt för att få maximal effekt. När mediet träffar en skovel uppstår en impuls att driva hjulet runt och nästa skovel får en impuls osv. De vanligaste impulsturbintyperna är för vattenturbiner Peltonturbin och Bankiturbin samt bland ångturbiner de Laval-turbin och Curtisturbin.